# Ahmed Hasan Mahmud
Ahmed Hasan Mahmud es un deportista egipcio que compitió en atletismo adaptado. Ganó seis medallas en los Juegos Paralímpicos de Verano entre los años 1992 y 2000.

## Palmarés internacional
| Juegos Paralímpicos | Juegos Paralímpicos      | Juegos Paralímpicos | Juegos Paralímpicos |
| Año                 | Lugar                    | Medalla             | Prueba              |
| ------------------- | ------------------------ | ------------------- | ------------------- |
| 1992                | Barcelona (España)       | Medalla de bronce   | 400 m C7            |
| 1996                | Atlanta (Estados Unidos) | Medalla de oro      | 400 m T36           |
| 1996                | Atlanta (Estados Unidos) | Medalla de bronce   | 100 m T36           |
| 1996                | Atlanta (Estados Unidos) | Medalla de bronce   | 200 m T36           |
| 2000                | Sídney (Australia)       | Medalla de plata    | 400 m T37           |
| 2000                | Sídney (Australia)       | Medalla de bronce   | 200 m T37           |